# ロベルト・レガッツィ

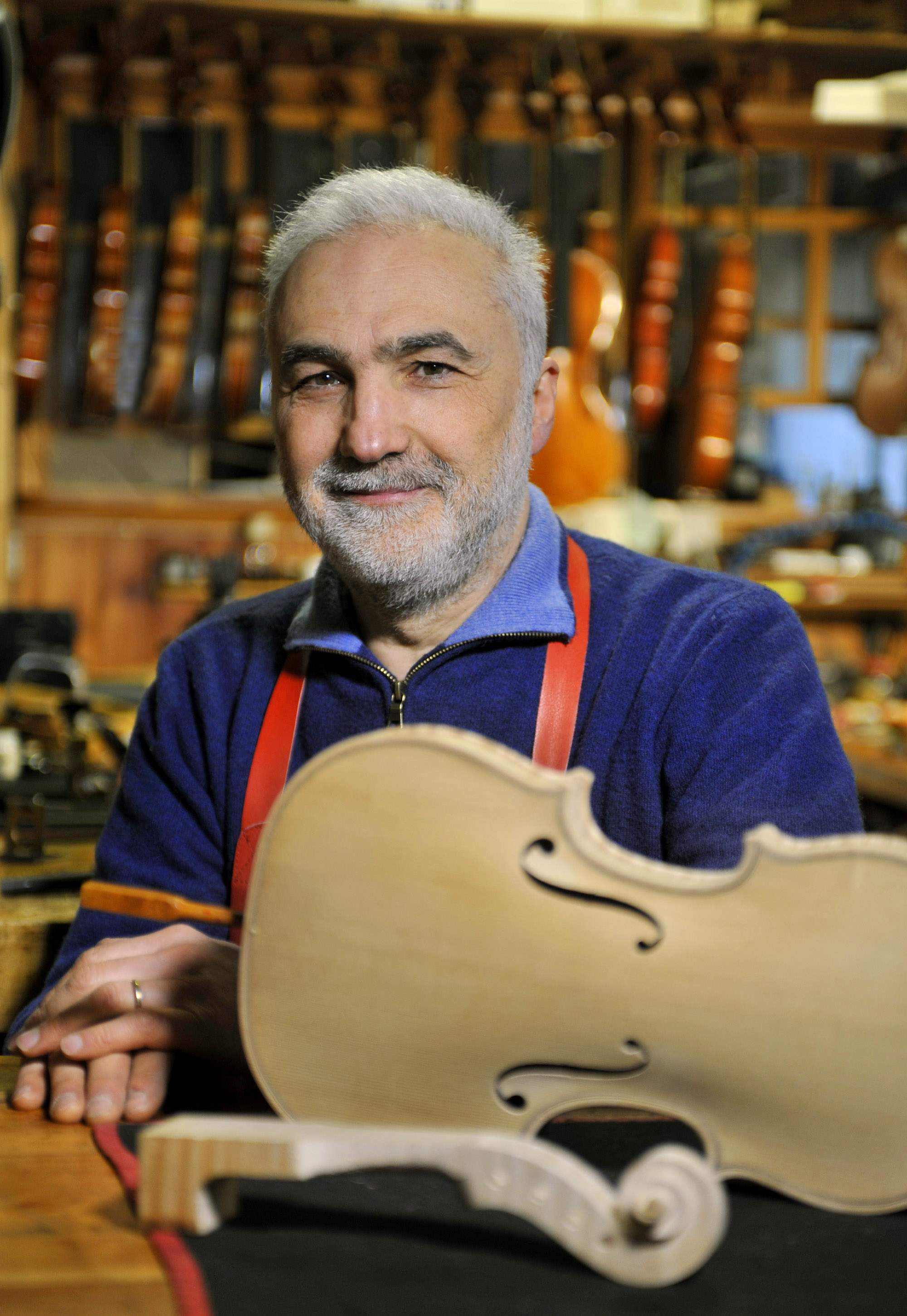
ロベルト・レガッツィ、 工房にて （2017）

ロベルト・レガッツィ(Roberto Regazzi、1956年8月20日)は、イタリアの弦楽器製作者。オテッロ・ビニャーミから工芸を伝授された職人で、レガッツィはイタリア北西部のボローニャを拠点に活動している。

## 来歴
デビューは青年期からで 1970 年代にアラン・ウィルコックスと レナト・スクローラヴェッザの指導の下に楽器、特にクラシックギターの製作に情熱を注ぎ込んだ。
その後、オテッロ・ビニャーミの家庭の生徒になることをきっかけに、ボローニャ大学の物理学の研究をやめ、プロのバイオリン製作者になると決心した。
いついつ彼の高品質の楽器が世界的に評価され、ヨーロッパのバイオリン協会と弓製作者や多くの専門組織の会長を務めた。
彼のバイオリンはイタリアらしい音色であり、他国でも人気を博している。
西暦 2000 年になる直前に彼の作品はグアルニエリ・デル・ジェズからインスピレーションを受け始めた。その結果、豊かで完璧な音の響きを実現した。レガッツィの楽器はジュゼッペ・フィオリーニ、アンサルド・ポッジとアウグスト・ポラストリ（現代ボローニャ派）　からインスピレーションを受けている。
2006 年、彼の業績でボローニャの商工会議所から名誉を受ける。2018 年、工芸活動のためにグラミー賞のような名誉をもらって、彼がフォンダツィオーネ・コローニの芸術と工芸のマスターのゴールデンブック(Libro d’oro dei Maestri d’Arte e Mestieri －MAM)に選出された。
多くの演奏者と音楽家は彼の楽器を購入している。代表的な購入者はボリス・ベルキン、フランコ・メッツェナ、アンネ＝ゾフィー・ムター、ルッジェーロ・リッチ、サルヴァトーレ・グレコ、ジョバンニ・アダモ、ウート・ウーギ、フランコ・グッリ、アナスタシア・ペトリシャク、ソニア・スラニー、リッカルド・ブレンゴーラ、ヴェネツィアのカルテット、ピーター・フィッシャー、などである。
様々なフォメーションのコンサートの多くの録音は レガッツィで製作された尊い弦楽器で作られた。2001年、レガッツィで製作したヴァイオリンの二挺を持った有名なルッジェーロ・リッチは彼の現代の最良の弦楽器製作について音楽作品に参加するように、レガッツィや他の弦楽器製作者（例サミュエル・ジグムントウィッツやシュテファン＝ペーター・グライナーなど）を選んだ。その音楽作品はクレモナの遺産（ The Legacy of Cremona）といって、ダイナミックのCDS373 で出された。
レガッツィ図書館は尊い本をはじめ記事や楽器について資料があり世界でその種類の中でユニックな図書館収と見なされる。

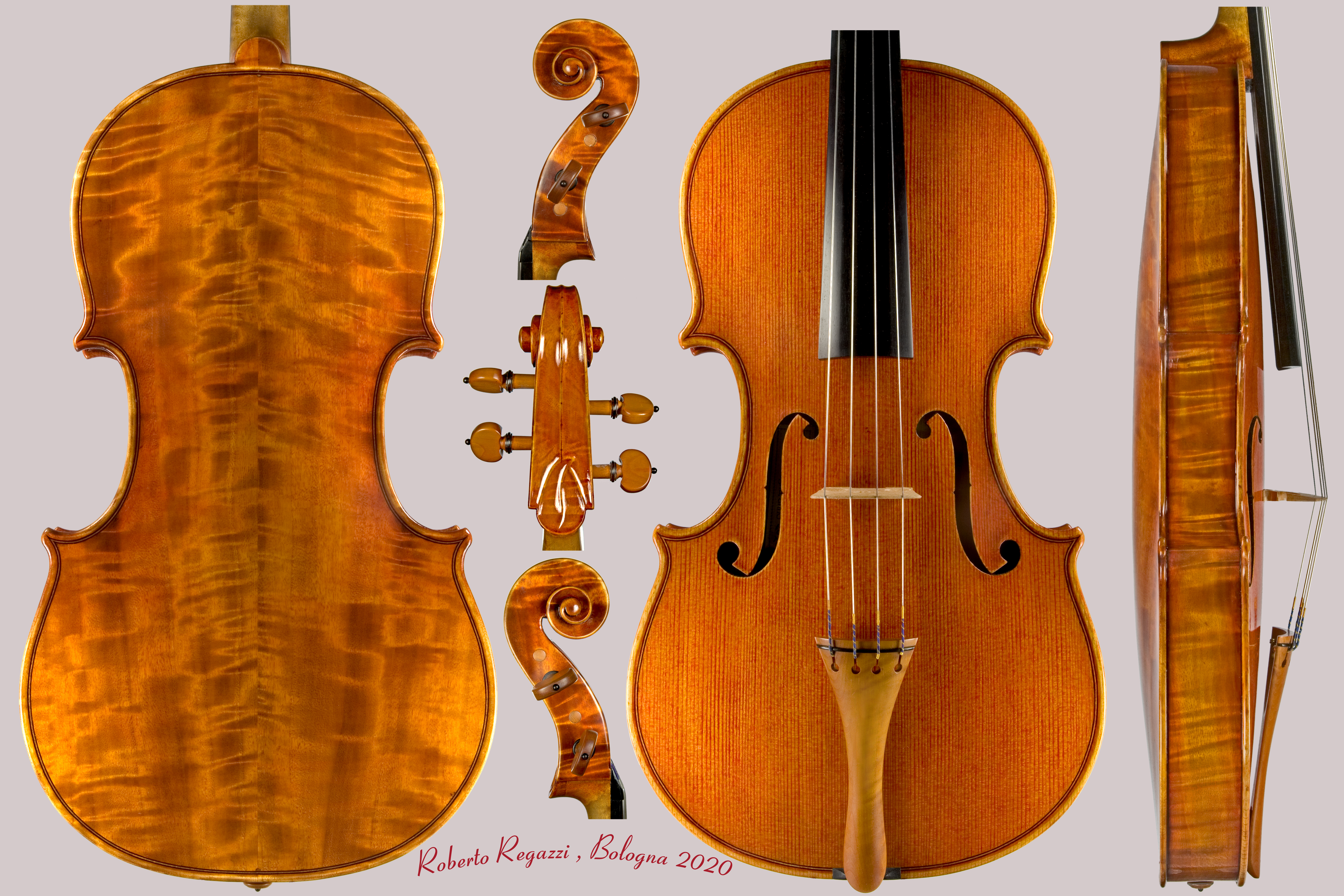
ロベルト・レガッツィ のヴィオラ （2020）

彼は、ペンシルベニア州カーライルで開催された第 10 回アメリカヴァイオリン協会国際コンクール（1992）、フライブルク・バーデン・ヴュルテンベルク国際人ガイゲンバウウェットベヴェルブ・ヤコプ・シュタイナー（1996）、第 5 回バヴェノヴァイオリン製作コンクール、ピゾーニェのサンタ・マリア・デッラ・ネーヴでの第 2 回コンコース、世界で最も古いイベントで第 10 回（2001 年）と第 14 回（2021 年、審査委員長として）ヘンリク・ヴィエニアフスキーのヴァイオリン製作コンクールなど、弦楽器製作者のための数々のコンテストの審査員を務めてきました。
1970 年代から 1980 年代の終わりまで、彼はクラシッコンサートクギターをいくつか制作した。その楽器は厳選された最高の品質のブラジリアン・ローズウッドと、非常に特別なウエスタン・レッド・シダーとイタリアまたはアメリカの唐檜で作った。
彼が今日に至るまで製作した楽器には全て鉄のラベルが付けられブランド化されている。
彼は本も出版するだけでなく、世界中で講演し彼の工芸と職業に関する文化的なイベントを組織した。
レガッツィは、2010 年のボローニャ上海国際博覧会で伝統楽器製作の公式の推薦として最初のボローニャの弦楽器製作者に選ばれた。
同時期に、彼は wiihang という楽器を創り出し、発展した。Wiihang は特別に改造されたシンセサイザーと結するために赤外線技術を使用するハンドパンの一種である。

## 著作

### 著書
- Regazzi, Roberto (1987). In occasione del 250º anniversario della morte di Antonio Stradivari per onorare la figura di Giuseppe Fiorini. Bazzano
- Regazzi, Roberto (1994). In remembrance of Ansaldo Poggi. Bologna: Florenus. ISBN 88-85250-04-1
- Regazzi, Roberto (1990). The Complete Luthier's Library. Bologna: Florenus. ISBN 88-85250-01-7

弦楽器に関して出版された最も広範な参考文献。
- Regazzi, Roberto (1986). The Manuscript on Violin Making by G.A. Marchi - Bologna 1786. Sala Bolognese: Arnaldo Forni、ジョバンニ・アントニオ・マルキ（1786）によるヴァイオリン製作に関する原稿の最初の印刷版。

### 著書・論文
- 36 ème Congrès national de Lutherie et Archetèrie d’art. Conférences de Eric Blot & Roberto Regazzi,. Montpellier-Le Corum. (1994)
- A Life of Artistry - Sketches of Otello Bignami violin maker in Bologna 1914–1989, with Roberto Verti, Adriano Cavicchi and Giovanna Benzi. Bologna: Florenus Edizioni. (1991)
- A scuola da Otello、Bentini, Jadranka; Mioli, Piero (2021). Maestri di Musica al Martini, I musicisti del Novecento che hanno fatto la storia di Bologna e del suo Conservatorio. Bologna: Pendragon. pp. 345-348. ISBN 978-88-3364-351-9に掲載
- Ansaldo, liutaio per missione、Bentini, Jadranka; Mioli, Piero (2021). Maestri di Musica al Martini, I musicisti del Novecento che hanno fatto la storia di Bologna e del suo Conservatorio. Bologna: Pendragon. pp. 341-344. ISBN 978-88-3364-351-9に掲載
- Roberto Regazzi (1985年1月). “Ansaldo Poggi 1893-1984 (Obituary)”. The Strad magazine:  643頁.
- Roberto Regazzi (1994年2月). “Ansaldo Poggi centenary concert”. The Strad magazine.
- Poggi, Ansaldo in  Dizionario Biografico degli Italiani - Vol.84. Rome. (2015)
- Roberto Regazzi (1994年9月). “Ansaldo Poggi violin of 1953”. The Strad magazine:  892-893頁.
- Augusto Pollastri in  New Grove - Grove Music Online, Oxford Music Online. Oxford. (2001)、JaakLiivoja-Loriusと一緒に書かれました、https://doi.org/10.1093/gmo/9781561592630.article.44327
- “Augusto and Gaetano Pollastri”.   Tarisio (2019年3月). 2019年5月26日閲覧。 ドミトリー・ギンディンと
- Between Bologna and Stradivari. The European journeys of Giuseppe Fiorini. Cremona: Edizioni Novecento. (2011)
- Roberto Regazzi (2015年8月). “Carving a pioneering path”. The Strad magazine:  34-39頁.
- Roberto Regazzi (2008). “Characterisation of varnishes used in violins by pyrolysis-gas chromatography/mass spectrometry”. Rapid Commun. Mass Spectrom..
- Classic Violin-making in Piedmonte. Bologna: Florenus. (1991)
- Roberto Regazzi (1994年9月). “Fiorini's favourite pupil”. The Strad magazine:  885-893頁.
- Roberto Regazzi (1988年11月). “Giuseppe Fiorini”. Arte Liutaria (Florence):  29-32頁.
- Gli Asteroidi' (2016), Germano Maccioniによる映画
- I Fiorini e il Rinascimento、in Bentini, Jadranka; Mioli, Piero (2021). Maestri di Musica al Martini, I musicisti del Novecento che hanno fatto la storia di Bologna e del suo Conservatorio. Bologna: Pendragon. pp. 333-336. ISBN 978-88-3364-351-9
- I Pollastri da Castiglione a S.Martino、in Bentini, Jadranka; Mioli, Piero (2021). Maestri di Musica al Martini, I musicisti del Novecento che hanno fatto la storia di Bologna e del suo Conservatorio. Bologna: Pendragon. pp. 337-340. ISBN 978-88-3364-351-9
- Il Settecento Liutario Bolognese. Rome: Testaccio. (1989年2月)
- Roberto Regazzi (2020年1月). “In Focus - Ansaldo Poggi (1933)”. The Strad magazine:  61-63頁.
- La Liuteria in Emilia e Romagna dalle origini ai giorni nostri. Rimini: Idealibri. (2002)
- Regazzi, Roberto; Pasqual, Sandro (1998). Lutherie in Bologna: Roots & Success. Bologna: Florenus
- Roberto Regazzi (2001). “Musical Instruments' Acoustics as seen from a violin maker's point of view through the ages”. ICA 17th International Congress on Acoustics - Rome September 2–7, 2001.
- Mozart a Bologna (2016)、グラツィアーノ・セルノイアの映画
- "Oddone, Carlo Giuseppe" in Dizionario Biografico degli Italiani - Vol. 79 (2013)
- Otello Bignami Cent'anni - Centenary 1914-2014=Bologna. Celebration Committee. (2014)
- Otello Bignami, Ricordi, 46 testimonianze nel centenario della sua nascita=Bologna. Comitato Celebrativo. (2014)
- Otello Bignami Liutaio in Bologna - Violinmaker in Bologna. Cremona: Turris. (2002). ISBN 8879291602、ウィルマ、ウィリアム・ビニャーミ、マリアローザ・ポラストリ、ブルーノ・ステファニーニ、ロレッタ・ゲルフィ、パオラ・マラグーティ
- “Otello Bignami”.   Tarisio (2016年12月). 2019年5月26日閲覧。
- "Pollastri, Augusto" in Dizionario Biografico degli Italiani - Volume 84 (2015)
- Roberto Regazzi (2014年9月). “Spirit of Diversity”. The Strad magazine:  63-66頁.
- Roberto Regazzi (2011年9月). “The man who bought Stradivari's workshop”. The Strad magazine:  79-86頁.
- "The pupils of the workshop" in  Otello Bignami Cent'anni - Centenary 1914-2014. Bologne: Comitato Celebrativo. (2014)
- The Magic of Wood. Geneve: Dynamic. (2005) 日本語訳付き
- The Sound of Bologna, Bolognese Violin Making between the 1800s and 1900s - Events dedicated to Raffaele Fiorini and the Violin Making Tradition of the City. Bologna: Florenus. (2002)、ロベルト・レガッツィとウィリアム・ビニャーミ、ガブリエレ・カルレッティ、アルベルト・ジョルダーノ、ジャン・カルロ・ギチャルディ、サンドロ・パスクアル、マリアローザ・ポラストリ、ロベルト・レガッツィ、デュアン・ローゼンガード、ピエトロ・トリンボリ、アレッサンドロ・ウルソ
- Roberto Regazzi (1989). “The situation of violin making in Bologna in the 18th century”. Fourth Tiverton Violin Conference (East Devon College):  19-34頁. ISBN 1855220628.
- “The Tononi family in Bologna - Tarisio”.   Tarisio (2014年1月). 2014年1月26日閲覧。
- Bugatti, Alessandro; Ragazzi, Adriano (1998). Tecniche basate sulla conoscenza per la classificazione di oggetti complessi: un'applicazione all'analisi di violini di interesse storico. Brescia: Brescia 大学 ロベルト・レガッツィ：アシスタントスーパーバイザーおよびコラボレーター
- Three Centuries of Violin-making in Bologna. Bologne: Union Europeenne des Maîtres Luthiers at Archetiers. (1993)
- Marin, Emanuela (1998). Bologna 大学 ロベルト・レガッツィ：アシスタントスーパーバイザー
- Wood-n-Soul (2015)、アレッシオ・ゴンネラの映画